# Kastrup Værk
Kastrup Værk var en fajancefabrik i Kastrup på Amager ved København.
Fabrikken blev grundlagt omkring 1750 af den tyske stenhuggersvend Jacob Fortling. Som én af flere fik han tilladelse til at bryde kalksten på øen Saltholm. Han opførte en række bygninger, deriblandt et teglværk, en kalkovn, fajancefabrik og en hovedgård. Fortling døde i 1761, og hans enke solgte værket i 1763 til Jacob Stentzler og Jes Didrichsen, som førte fabrikken videre i 14 år til 1777 under firmanavnet Didrichsen og Compagnie. Siden skiftede værket ejere mange gange og blev i en kort periode i 1800-tallet anvendt til bryggeri.

## I dag
De fleste bygninger eksisterer endnu. De blev renoverede i årene 2006-08 og blev ombyggede til lejligheder og kontorer. Entreprenørkoncernen Skanska har store udviklingsplaner for området i form af kontorbyggeriet Scanport. I marts 2013 åbnede i nærheden det 9.000 kvadratmeter store akvarium Den Blå Planet, som er en arvtager for det tidligere Danmarks Akvarium ved Charlottenlund.